# Palazzo del Mediterraneo

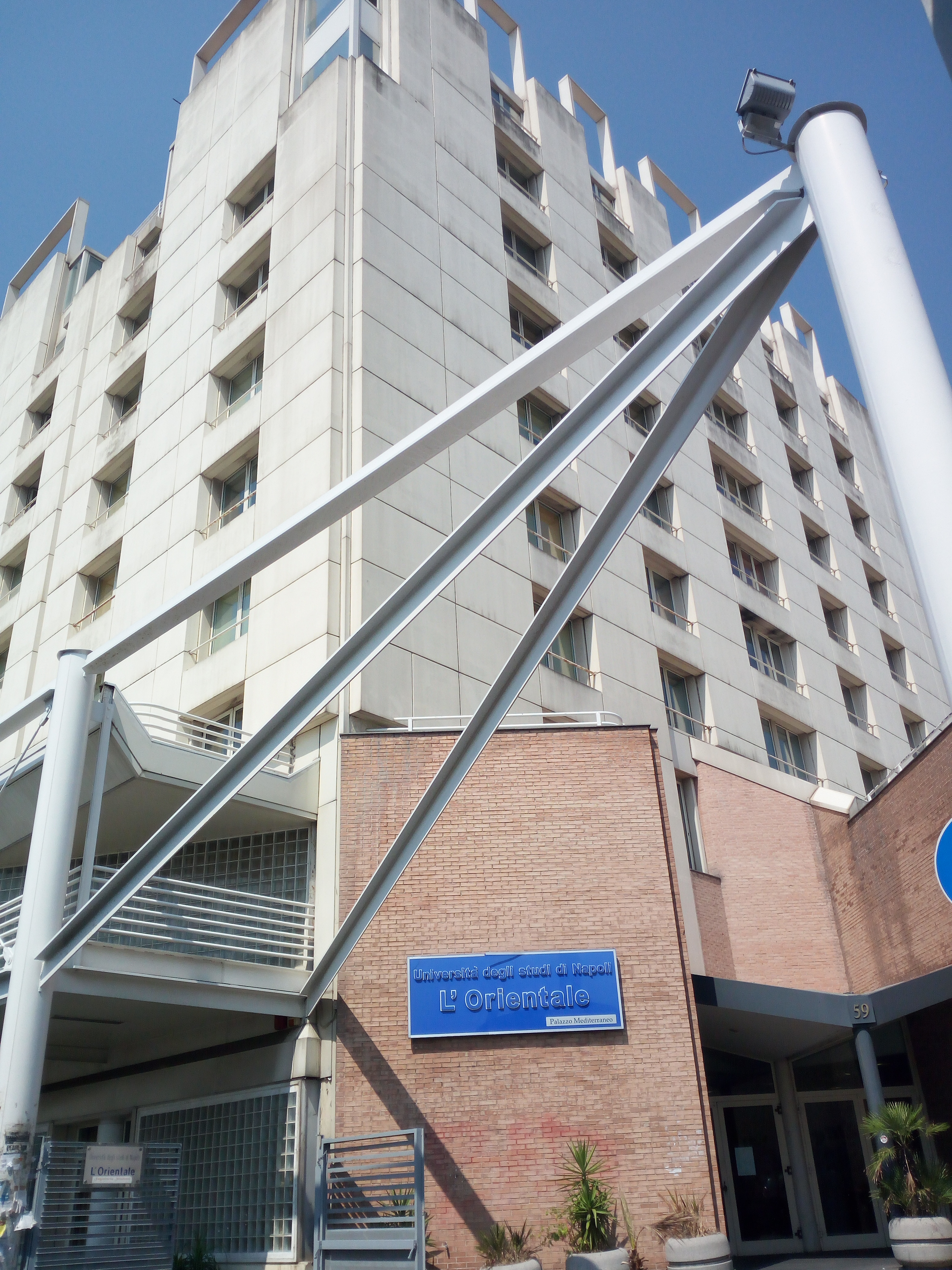
Palazzo del Mediterraneo der Universität Neapel L’Orientale

Der Palazzo del Mediterraneo ist ein Palast aus den 1990er-Jahren im Viertel Pendino in Neapel in der italienischen Region Kampanien. Er liegt in der Via Nuova Marina, 59 und beherbergt den Sitz der Universität Neapel L’Orientale.

## Geschichte
Das ursprüngliche Gebäude war ein rustikales Anwesen in Besitz des Bauunternehmens Fimoper, mit dem die Universität 1998 einen vorläufigen Kaufvertrag auf der Basis eines Bauprojektes abschloss, das zehn oberirdische Stockwerke und zwei Untergeschosse als Garage vorsah. Ein anschließender Streit blockierte die Projekte und der Palast wurde für die Büronutzung vorgesehen, nachdem das Consorzio Napoli Marittima ihn fertiggestellt hatte.
Es wurde beschlossen, im Jahre 2003 einen Mietvertrag für die ersten fünf Stockwerke des Gebäudes, ebenso wie für die beiden Untergeschosse, abzuschließen. 2005 machte die Universität von ihrem Vorkaufsrecht für die verbleibenden fünf Stockwerke des Gebäudes Gebrauch und kaufte sie für einen Preis von etwa 20 Mio. €. Ein Teil des geforderten Wertes wurde nach langen Auseinandersetzungen wegen angeblicher Umweltauflagen durch den Verkauf eines Grundstückes in Agnano, das die Universität seit den 1970er-Jahren besessen hatte, an die Firma Fimoper erzielt. Auf diesem Grundstück sollte nach den ersten, später verworfenen Projekten der Universitätscampus errichtet werden. Der verbleibende Teil der Kaufsumme wurde durch Aufnahme einer 30 Jahre laufenden Hypothek von der Banco di Napoli aufgebracht.
Der Palazzo del Mediterraneo, der nach einer Entscheidung des Akademischen Senats so umbenannt und 2005 für die Öffentlichkeit zugänglich gemacht wurde, wurde von Massimo Pica Ciamarra projektiert und beherbergt heute in den ersten drei Stockwerken Vorlesungssäle, im vierten und fünften Stockwerk die Sprachlabore der CILA (heute CLAOR) und vom sechsten bis zum zehnten Stockwerk die Verwaltungs- und Direktionsbüros, einschließlich denen des Sekretariats und der Präsidentschaft der Fakultät. Im Erdgeschoss liegt mit Zugang von der Straßenfront aus das Studentensekretariat, das vorher in der Via Melisurgo zu finden war.